# Macellum
Macellum (množina macella; grščina: μάκελλον makellon) je starodavna rimska stavba na trgu, kjer so večinoma prodajali živila (zlasti sadje in zelenjavo) . Stavba je običajno stala poleg foruma in bazilike, s čimer je bil zagotovljen prostor za trg . Vsak macellum je prodajal različne vrste pridelkov, odvisno od lokalne razpoložljivosti, vendar ni bilo neobičajno, da bi uvozili ta jedila, zlasti v pristaniščih, kot so bili Pompeji.

## Zgodovina
Macellum je bil živilski trg, zlasti za meso, ribe in delikatese. Plavt je tak macellum omenil v drugi polovici 3. stoletja pred našim štetjem. Mavellum je bil oblikovan po agori grških in helenističnih mest, razen da ni bilo trgovine na debelo. Zadnji macellum je delovala v Konstantinoplu še v šestem stoletju.

## Lastnosti
Macellum je dokaj lahkotna zgradba, ki jo je mogoče identificirati po njeni zasnovi. Vseboval je trgovine, ki so bile razporejene okoli dvorišča, ki je imel osrednji tolos. Tolos je okrogla struktura, običajno zgrajena na nekaj stopnicah (podiju), z obročem stebrov, ki so podpirali kupolasto streho. Macellum je bil običajno kvadratne oblike. Osrednje dvorišče je bilo obdano s taberanae, trgovinami vseh velikosti. Prav tako ga je bilo mogoče razširiti navzgor z nadstropji. Vhod v macellum je bil bodisi skozi centralna vrata na vsaki od štirih stranic, bodisi skozi same tabernae. Zdi se, da so bile prodajalne namenjene mesarjem (carnificēs), skupaj na enem območju, kjer so bile opremljene z marmornatimi pulti, ki naj bi ohranili hladno meso in odtokom za odstranjevanje vode in tekočih odpadkov. Menijo, da so v osrednjem tolosu, ki je bil dobro opremljen z vodo in odtoki, prodajali ribe (zaradi izkopanih okostij rib), čeprav so bile predlagane tudi druge uporabe za tolos, kot kraj, kjer so uporabljali uradne uteži in mere, namenjene za referenco ali kot svetišče bogovom trga (zaradi izkopanih kovancev). Nekateri macelli so imeli v središču dvorišča vodno fontano ali vodno površino, namesto tolosa.

## Macellum Magnum
Macellum Magnum je bila tržna stavba na hribu Caelian v Rimu . Kompleks je bil zgrajen in posvečen s strani cesarja Nerona leta 59. Mesto starodavne zgradbe je verjetno ustrezalo trenutni lokaciji cerkve Santo Stefano Rotondo .

## Macellum Pozzuoli
Macellum iz Pozzuolija je bil prvič izkopan v 1750-ih, ko je odkritje kipa Serapisa pripeljalo do stavbe, ki je bila napačno prepoznana kot mestni Serapeum ali Serapisov tempelj. Stoječi stebri z vrstami lukenj, ki so jih pustili morski mehkužci, so pokazali, da se je višina zgradb spremenila glede na gladino morja in da je bila predmet razprave v zgodnji geologiji. Naknadna izkopavanja so pokazala značilen načrt macelluma.

## Macellum v Pompejih
Macellum Pompeii je bil začasni trg na Forumu v Pompejih. Nekatere stavbe so bile datirane v 130-120 pr. n. št. Del vzhodne strani macelluma naj bi bil posvečen imperialnemu kultu. Če je res, bi to kazalo na pomembno vlogo, ki so jo cesarji igrali v življenju Rimljanov v začetku 1. stoletja. Deli macelluma so bili poškodovani v potresu leta 62 in te poškodbe niso bile popravljene pred izbruhom, ki je uničil Pompeje leta 79.